# Municipio José Félix Ribas (Aragua)
José Félix Ribas es uno de los 18 municipios que forman parte del estado Aragua, Venezuela. Tiene una superficie de 419 km² y una población de 214.492 habitantes (censo 2011). Su capital es La Victoria.

## Historia
La Victoria es famosa por la batalla de la independencia del 12 de febrero de 1814, donde José Félix Ribas lideró un ejército joven e inexperto que logró detener a las tropas realistas de José Tomás Boves. Venezuela celebra el "Día de la Juventud" cada 12 de febrero en La Victoria, con una ceremonia generalmente presidida por el Presidente de la República.

## Geografía

### Organización parroquial
| Parroquia            | Superficie | Población    | Densidad        |
| -------------------- | ---------- | ------------ | --------------- |
| Castor Nieves Ríos   | km²        | 45.710 hab.  | hab./km²        |
| Juan Vicente Bolívar | km²        | 53.622 hab.  | hab./km²        |
| Las Guacamayas       | km²        | 7.663 hab.   | hab./km²        |
| Pao de Zarate        | km²        | 3.833 hab.   | hab./km²        |
| Zuata                | km²        | 32.673 hab.  | hab./km²        |
| Municipio Ribas      | 419 km²    | 143.501 hab. | 342,48 hab./km² |

## Política y gobierno

### Alcaldes
| Período     | Alcalde              | Partido político / Alianza | % de votos | Notas |
| ----------- | -------------------- | -------------------------- | ---------- | --- |
| 1989 - 1992 | Germán Fleitas Nuñez | MAS                        | 53,54      | Primer alcalde bajo elecciones directas                                                                                |
| 1992 - 1995 | Ismael García        | MAS                        | 61,10      | Segundo alcalde bajo elecciones directas                                                                               |
| 1995 - 2000 | Ismael García        | MAS                        | -          | Reelecto (se realizaron elecciones generales adelantadas en el 2000 debido a la aprobación de la Constitución de 1999) |
| 2000 - 2004 | Luis Blanco          | MAS                        | 57,74      | Tercer alcalde bajo elecciones directas                                                                                |
| 2004 - 2008 | Rosa León            | PODEMOS                    | 56,55      | Cuarta alcalde bajo elecciones directas                                                                                |
| 2008 - 2013 | Juan Carlos Sánchez  | PSUV                       | 48,49      | Quinto alcalde bajo elecciones directas (se postergan 1 año las elecciones municipales pautadas para finales del 2012) |
| 2013 - 2017 | Juan Carlos Sánchez  | PSUV                       | 49,57      | Reelecto |
| 2017 - 2021 | Sumire Ferrara       | PSUV                       | 73,52      | Sexta alcalde bajo elecciones directas                                                                                 |
| 2021 - 2025 | Juan Carlos Sánchez  | PSUV                       | 57,29      | Séptimo Alcalde bajo elecciones directas                                                                               |

### Concejo municipal
Período 1989 - 1992
| Concejales              | Partido político / Alianza |
| ----------------------- | -------------------------- |
| Norma Gardier de Sigala | MAS                        |
| Gustavo Romero          | MAS                        |
| Miguel A. Gallegos      | MAS                        |
| Godofredo Rojas         | MAS                        |
| Pedro Ramos             | MAS                        |
| Julio Bracho            | AD                         |
| Rafael Torres Nadal     | AD                         |
| Marcos Negrúz           | COPEI                      |
| Alvaro Acuña            | COPEI                      |

Período 1992 - 1995
| Concejales          | Partido político / Alianza |
| ------------------- | -------------------------- |
| Reinaldo Silva      | MAS                        |
| Jose Rodríguez      | MAS                        |
| Miguel A. Gallegos  | MAS                        |
| Renzo Pérez         | MAS                        |
| Jesus Arteaga       | MAS                        |
| Miguel Ledezma      | MAS                        |
| Omar Nieto          | COPEI                      |
| Juan González       | COPEI                      |
| Esther de Fuenmayor | AD                         |

Período 1995 - 2000
| Concejales:        | Partido político / Alianza |
| ------------------ | -------------------------- |
| Renzo Pérez        | MAS                        |
| Gustavo Deppa      | MAS                        |
| Luis Rojas         | MAS                        |
| Angel Acero        | MAS                        |
| Mercedes Ulloa     | CONVERGENCIA               |
| Rosalba de Heredia | CONVERGENCIA               |
| Rafael Escandela   | AD                         |
| Maria Hernández    | AD                         |
| Sabino Laya        | LCR                        |

Período 2000 - 2005
| Concejales:         | Partido político / Alianza |
| ------------------- | -------------------------- |
| Ramon García        | MAS                        |
| Carlos Valerio      | MAS                        |
| Renzo Pérez         | MAS                        |
| José Mujica         | MAS                        |
| Victor Riobueno     | MVR                        |
| Mariela Miranda     | MVR                        |
| Mercedes Rios       | MVR                        |
| Carlos Ojeda        | PCV                        |
| Juan de Dios Moreno | PPT                        |

Período 2005 - 2013
| Concejales:        | Partido político / Alianza |
| ------------------ | -------------------------- |
| Marilyn La Rocca   | PODEMOS                    |
| Maris Rodríguez    | PODEMOS                    |
| Carlos Valerio     | PODEMOS                    |
| Dexy Plaza         | PODEMOS                    |
| José Mujica        | PODEMOS                    |
| José Sumoza        | MVR                        |
| Luis Alaez         | MVR                        |
| Heriberto Carrillo | PCV                        |
| Carlos Ojeda       | PCV                        |

Período 2013 - 2018
| Concejales     | Partido político / Alianza |
| -------------- | -------------------------- |
| Jesús Brito    | MUD                        |
| Víctor Madero  | MUD                        |
| José Mujica    | MUD                        |
| Thais Alfonso  | MUD                        |
| Luisa Vona     | MUD                        |
| Dexy Plaza     | MUD                        |
| Karin Salanova | MUD                        |
| Héctor Cabeza  | PSUV                       |
| Laura Vallejo  | PSUV                       |

Período 2018 - 2021
| Concejales       | Partido político / Alianza |
| ---------------- | -------------------------- |
| Jesus Colmenarez | PSUV                       |
| Carlos Amaya     | PSUV                       |
| Meilyn Roa       | PSUV                       |
| Yliana Rodríguez | PSUV                       |
| Yobany Michelena | PSUV                       |
| Yalitza Olivares | PSUV                       |
| Jhoan Alvarado   | PSUV                       |
| Berta Molina     | PSUV                       |
| Miguel Silva     | PSUV                       |

Período 2021 - 2025
| Concejales:      | Partido político / Alianza |
| ---------------- | -------------------------- |
| Yorvin Rivero    | PSUV                       |
| Neura Gonzalez   | PSUV                       |
| Engracia Romero  | PSUV                       |
| Angel Araujo     | PSUV                       |
| Yliana Rodríguez | PSUV                       |
| Joel Guevara     | PSUV                       |
| Cesar Bande      | PSUV                       |
| Fredy Andrea     | PSUV                       |
| Victor Vargas    | MUD                        |